# Gahnia baniensis
Gahnia baniensis là loài thực vật có hoa trong họ Cói. Loài này được Benl mô tả khoa học đầu tiên năm 1938.